# Repressione ideologica
Per repressione ideologica si intendono le attività energiche contro ideologie e filosofie in competizione.
Alan Wolfe definisce la repressione ideologica come "il tentativo di manipolare la coscienza delle persone in modo che accettino l'ideologia dominante, e diffidano e si rifiutano di essere mossi da ideologie in competizione".
Agli albori dell'Unione Sovietica e in altri paesi, la repressione ideologica fu attuata dalla repressione politica dei portatori di ideologie concorrenti.
Gli strumenti di repressione ideologica sono la propaganda e la censura. Durante i giorni del "marxismo-leninismo"" nell'Unione Sovietica - all'inizio degli anni '30 - gli studenti di questa particolare scuola di pensiero ricevevano libri di testo che incoraggiavano un modo particolare di pensare (il modo marxista) come fondamentale e la più scientifica e vera scuola di pensiero.
Attraverso la repressione ideologica e il controllo delle informazioni sulla produzione, l'Unione Sovietica stava cercando di tenere a bada le rivoluzioni sociali.